# Регион Центральной Эфиопии
Регион Центральной Эфиопии (амх. ማዕከላዊ ኢትዮጵያ ክልላዊ መንግስት) — один из 12 регионов (штатов) Эфиопии. Он был образован из северной части Южного региона наций, национальностей и народов 19 августа 2023 года после того, как в результате референдума южная часть Южного региона наций, национальностей и народов стала региональным образованием Южная Эфиопия.

## Население
Крупнейшими этническими группами в регионе являются гураге и хадия, составляющие 70 процентов населения региона..